# Bataille de Rupelmonde
La bataille de Rupelmonde aussi connue sous les noms de bataille de Bazel, bataille de Bazele ou encore bataille de la Hanewijkkouter ou Slag op de Hanewijkkouter, s'est tenue le 16 juin 1452, à la frontière actuelle entre Bazel et Rupelmonde, où se font face les troupes du duc Philippe le Bon et les milices de Gand.
Cette bataille faisait partie des opérations militaires de la révolte de Gand (nl) (1449-1453), qui se termina en 1453 par la Bataille de Gavre et la paix de Gavre qui s'ensuivit. La raison en était un conflit de longue date entre la ville de Gand et le comte de Flandre, Philippe le Bon, également duc de Bourgogne, qui a culminé autour d'une « cueillote » (taxe) de 18 stuivers parisiens par sac de sel, prélevée par une loi de mars 1448, et un impôt similaire sur les grains. Le Pays de Waas, propriété des seigneurs de Gand depuis le début du Moyen Âge, s'est rangé dans cette bataille aux côtés des Groententers (nl) et des Chaperons Blancs (nl) de Gand, en tout 13 000 hommes, contre les forces supérieures en nombre du comte rassemblant 30 000 hommes. Philippe le Bon avait fait venir des renforts après sa défaite à la bataille de Lokeren (18 mai 1452) et à la bataille de Nevele (nl) (25 mai).
Les troupes du comte se trouvaient à Rupelmonde, celles de Gand dans le quartier de Weispoel de Bazel, entre Kerkstraat, Kruibekestraat et Barbierbeek (nl), dirigées par Wouter Leenknecht. Il y avait déjà eu une escarmouche le 14 juin, au cours de laquelle plusieurs Gantois retranchés dans l'église de Bazel (nl) durent se rendre après un siège de trois heures. Deux jours plus tard, le commandant de Philippe le Bon réussit à attirer les Gantois hors de leurs fortifications et ils furent vaincus par des forces supérieures sur le Hanewijkkouter. Au cours de leur fuite, un Gantois transperça avec sa lance Corneille de Bourgogne, le fils bâtard bien-aimé de Philippe, mieux connu localement sous le nom de Cornelis van Beveren, qui mourut des suites de ses blessures. Pour se venger, Philippe fit tuer les 2 000 prisonniers et ses hommes pillèrent et incendièrent tout le Pays de Waas.
Environ 800 à 1 000 soldats du duché de Luxembourg (dont Philippe le Bon avait ordonné la présence) arrivèrent délibérément à la bataille alors que celle-ci était déjà terminée, afin d'éviter de se battre pour un duc qu'ils méprisaient.
Le Hanewijkkouter est situé sur le Hanewijkbeek, à la frontière de Bazel et Rupelmonde, entre les rues actuelles de Kalverstraat, Nobeekstraat, Rupelmondestraat et Nieuwe Baan. Un chemin de campagne appelé Hanewijk mène du Nieuwe Baan à la Rupelmondestraat tout droit en traversant le vieux soc bombé.